# فرودگاه کلاله
فرودگاه کلاله فرودگاهی در کشور ایران با کد یاتا KLM و ایکائو OINE است که در شهر کلاله قرار دارد.
در سال ۲۰۱۶ میلادی ۲۶ نشست و برخاست هواپیما در این فرودگاه انجام شد و ۶۹۸ نفر مسافر و ۳٬۷۳۷ کیلوگرم بار از طریق آن جابجا شدند.

## شرکت‌های هواپیمایی و مقصدهای پروازی
| شرکت‌های هواپیمایی | مقصدهای پروازی            |
| ----------------- | ------------------------- |
| هواپیمایی پویا    | فرودگاه بین‌المللی مهرآباد |